# Echidnopsis sharpei
Echidnopsis sharpei là một loài thực vật có hoa trong họ La bố ma. Loài này được A.C.White & B.Sloane mô tả khoa học đầu tiên năm 1939.